# Нижненикольский (Самарская область)
Нижненикольский — посёлок в Кинельском районе Самарской области в составе сельского поселения Домашка.

## География
Находится на левом берегу реки Самары на расстоянии примерно 15 километров по прямой на юго-юго-восток от районного центра города Кинель.

## Население
Постоянное население составляло 49 человека (русские 94 %) в 2002 году, 75 в 2010 году.